# Pont-d'Ouilly
Pont-d'Ouilly is een gemeente in het Franse departement Calvados (regio Normandië). De plaats maakt deel uit van het arrondissement Caen. Pont-d'Ouilly telde op 1 januari 2022 999 inwoners.

## Geografie
De oppervlakte van Pont-d'Ouilly bedroeg op 1 januari 2022 19,5 vierkante kilometer; de bevolkingsdichtheid was toen 51,2 inwoners per km².
De onderstaande kaart toont de ligging van Pont-d'Ouilly met de belangrijkste infrastructuur en aangrenzende gemeenten.

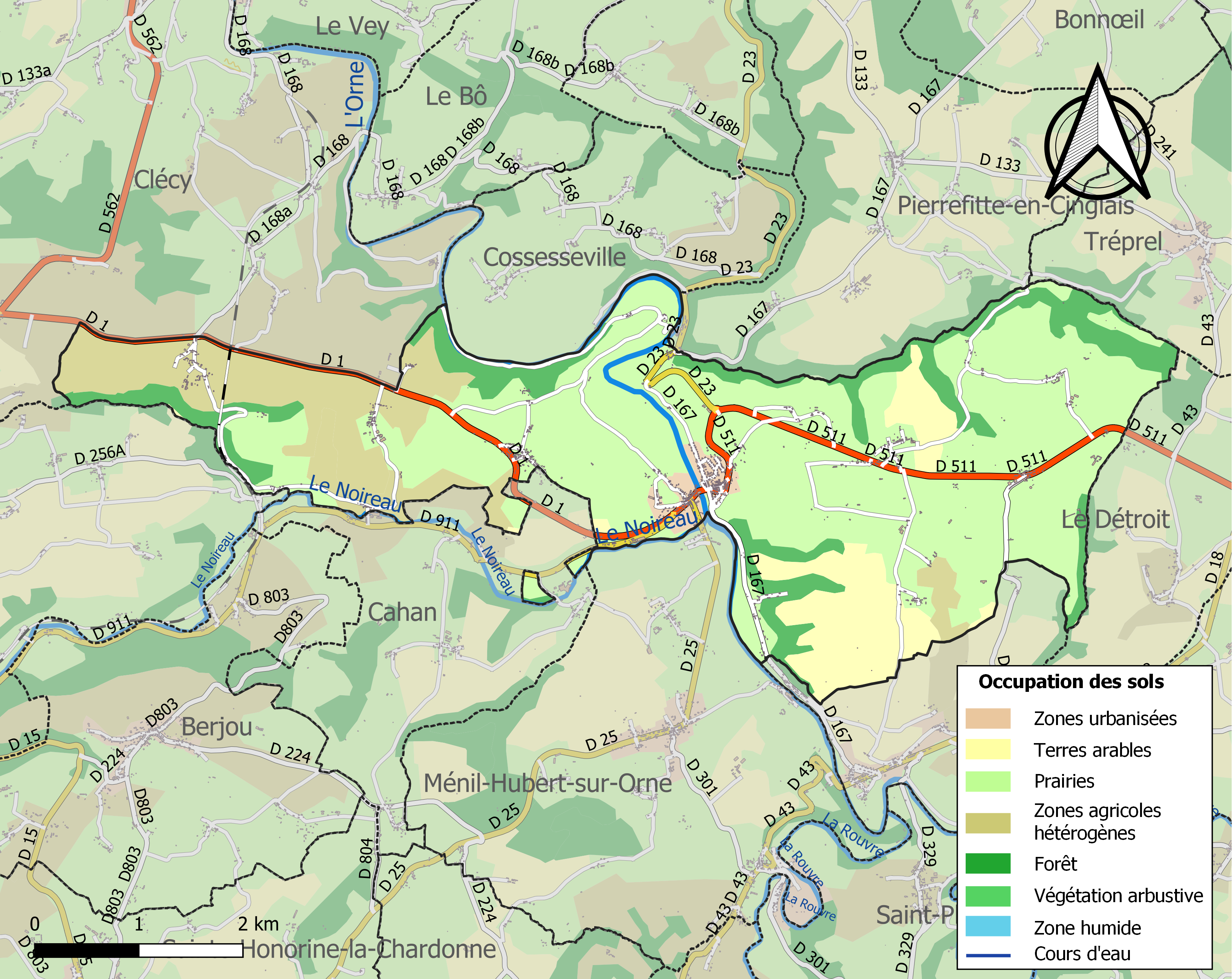

## Demografie
Onderstaande figuur toont het verloop van het inwonertal (bron: INSEE-tellingen).
Vanwege een beveiligingsprobleem met de MediaWiki Graph-software is het momenteel niet mogelijk deze grafiek weer te geven. Zodra de software is bijgewerkt zal de grafiek vanzelf weer zichtbaar worden.